# Rosaura Revueltas
Rosaura Revueltas Sánchez, née le 6 aout 1910 à Lerdo, et morte le 30 avril 1996 à Cuernavaca, au Mexique, est une actrice de cinéma et de théâtre, ballerine et écrivaine mexicaine. Elle est notamment connue pour son rôle marquant dans le film Le Sel de la terre, sorti en 1954.

## Jeunesse et débuts
Ses parents sont José Revueltas Gutiérrez et Romana Sánchez Arias. La famille vit grâce à une épicerie et aux semences de la propriété paternelle. Elle a 11 frères et sœurs, dont deux meurent en bas âge. Ses frères Silvestre, José et Fermín sont respectivement musicien, écrivain et peintre. Emilia, une de ses sœurs, est une pianiste qui arrête la musique quand elle se marie avec Julio Castellanos. Consuelo, une autre de ses sœurs, commence à peindre dans la style naïf lorsqu'elle à 60 ans et réussi à exposer au Palais des Beaux Arts.
La famille déménage à Mexico en 1921. Avec certains de ses frères, Rosaura prend des cours au Collège Humboldt, considéré comme le meilleur de l'époque, où elle apprend l'allemand et l'anglais. Après s'être mariée avec l'allemand Frederick Bodenstedt et avoir eu un garçon nommé Arturo, Rosaura entreprend de faire de la danse et réussit à intégrer peu après une compagnie de danse folklorique. Ensuite elle s'initie au jeu d'acteur et commence à jouer dans de petits rôles au cinéma.
En danse, elle débute en 1945 dans Carmen, au Palais des beaux-arts. Elle participe ensuite à la compagnie de l'art folklorique de danse espagnol de María Antinea, dans Le dressage de la bête, dirigé par Seki Sano et chorégraphié par Waldeen Falkenstein, et dans Trois estampes des vie, partie de Prélude et fuite, également chorégraphié par Falkenstein. En 1954, elle forme un groupe qui fait une représentation lors de la célébration de la Fête du travail à Moscou, où on la reconnait, du fait de son rôle dans Le Sel de la terre. En 1958, n'obtenant pas de rôle au cinéma, elle débute en tant que deuxième soprano au Théâtre Iris.

## Carrière internationale

### Cinéma
En 1949 elle obtient son premier rôle au cinéma dans Pancho Villa revient. Lui succèdent Un jour d'une vie, pour lequel elle gagne un Prix Cuauhtémoc, Islas Marías, avec Pedro Infante, Jeunes filles en uniforme, El rebozo de Soledad, avec lequel elle gagne un Prix Ariel, Chambre close, Le flambeau et Sombrero. Elle réalise une série appelée Sourires du Mexique pour la télévision allemande. 
En 1954, elle accepte le rôle d'Esperanza Quintero dans le film nord-américain Salt of the Earth (Le Sel de la terre), du réalisateur Herbert J. Biberman. Elle trouve les États-Unis en état de Guerre froide, pendant la campagne politique du sénateur Joseph McCarthy. Howard Hughes accuse le réalisateur et une grande partie du casting d'être des communistes. C'est ainsi que Rosaura, mais aussi le film, se retrouvent dans la liste noire de Hollywood. Elle est incarcérée et expulsée dans le but d'empêcher le tournage, mais finalement ce dernier est achevé et le film sort. En 1956, il est vu à l'Académie du Cinéma de Paris et lors du Festival International de Cinéma de Karlovy Vary, en Tchécoslovaquie (désormais République Tchèque), où Rosaura reçoit le Prix de la Meilleure Actrice, pour sa performance dans le film.
De retour à México en 1958, Rosaura Revueltas participe au film Le séminariste au yeux noirs.
Après être allée à Cuba pour donner des cours de théâtre, ses tentatives pour refaire du cinéma au Mexique sont veines. En effet, l'industrie cinématographique s'y oppose, à cause de sa participation dans Le Sel de la terre. Pourtant, en 1976, elle joue à nouveau de petits rôles dans les films Le meilleur de Teresa (1976), Balún Canán (1976), Mina, viento de libertad (1977).
Par la suite, elle fait partie du jury dans les festivals de cinéma de Berlin et de Barcelone.

### Théâtre
En 1949, elle joue pour la première fois au théâtre avec L'Inconnue d'Arras, dirigée par Charles Rooner. Plus tard, elle joue dans Le cadrant de la solitude (1950), pièce écrite par son frère José Revueltas, dirigée par Ignacio Retes et avec la scénographie de Diego Rivera puis dans Une épingle dans les yeux de Seki Sano (1952). En Allemagne, elle joue dans La fille adoptive (1956), Le Cercle de craie caucasien de Bertolt Brecht, Sandhog, Dresden (1957). Enfin, lors de son passage à Cuba en 1961, elle joue de nouveau dans Le Cercle de craie caucasien.
Lors d'une présentation du Sel de la terre en République Démocratique Allemande en 1957, on propose à l'actrice d'intégrer la compagnie Berliner Ensemble, de Bertolt Brecht. Elle y sera jusqu'en 1958.
Rosaura Revueltas est l'unique mexicaine ayant travaillé dans cette compagnie théâtrale, considérée comme prestigieuse. En 1960, elle est invitée à Cuba pour donner des cours de jeu théâtral et participer à certaines pièces de Brecht. Lors du débarquement de la baie des Cochons, elle participe activement.

### Littérature
En 1979, elle publie le livre Los Revueltas: Biografía de una familia. Plus tard, elle publie un recueil des mémoires de son frère, Silvestre Revueltas, Silvestre, par lui-même (Silvestre, por él mismo).

## Décès
Elle consacre les dernières années de sa vie à donner des cours de danse et de yoga. En 1995, les médecins lui diagnostiquent un cancer du poumon. Elle décède le 30 avril 1996 dans sa maison de Cuernavaca, à l'âge 85 ans. 

## Hommages
L'actrice espagnole Ángela Molina incarne Rosaura dans le film Hollywood liste rouge réalisé par Karl Francis en 2001.